# Oregon Iron Company Furnace

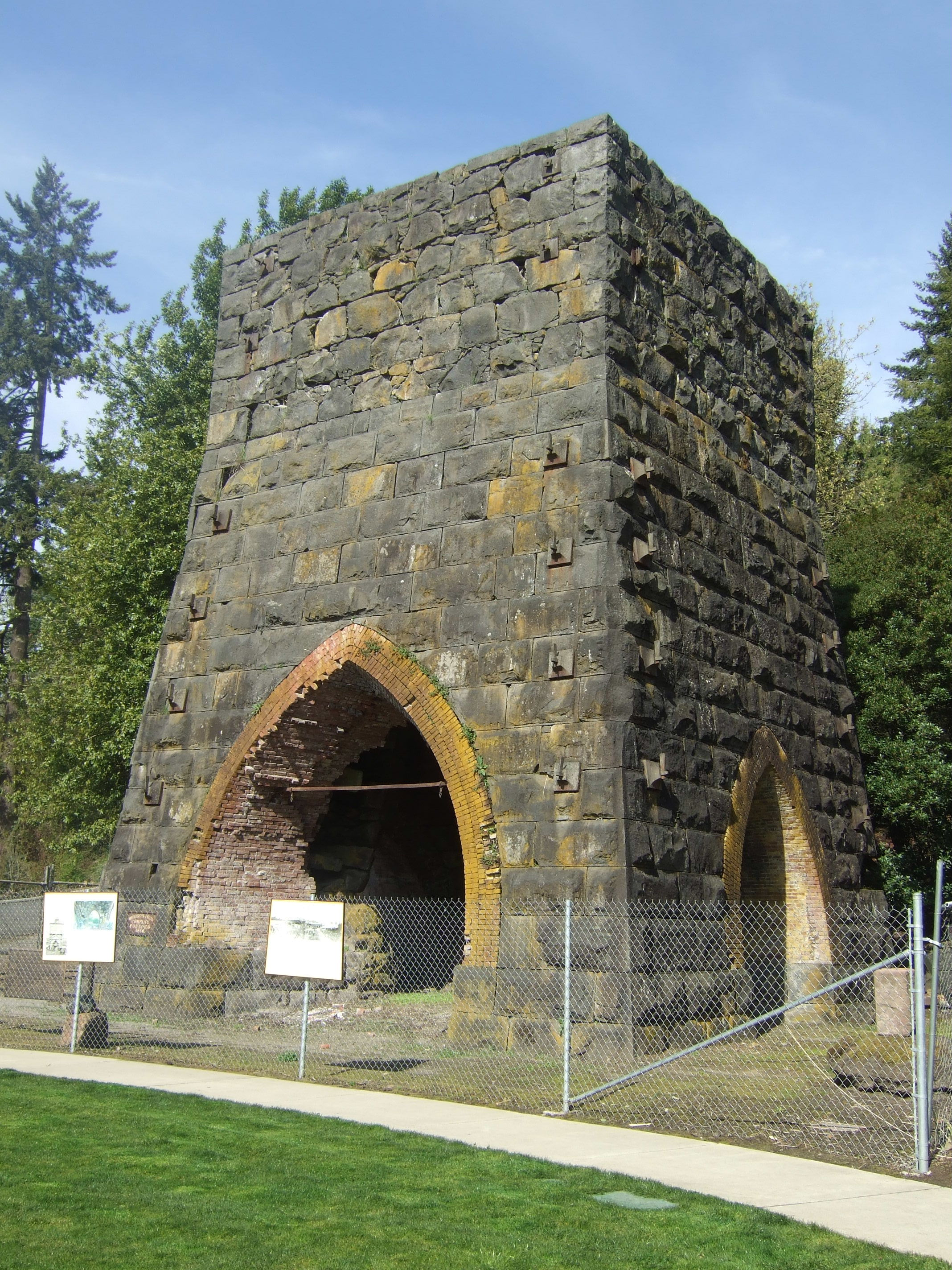
Reste des Hochofens der Oregon Iron Company

Die Oregon Iron Company war eine Eisengießerei in der Gegend, die heute zu Lake Oswego, Oregon gehört. Sie wurde 1865 gegründet und wurde 1867 zum ersten Unternehmen, das in den Vereinigten Staaten westlich der Rocky Mountains Eisen goss. Das Unternehmen ging nach einigen Jahren pleite, wurde jedoch 1878 als Oswego Iron Company und 1883 als Oregon Iron and Steel Company neugegründet. Diese letzte Neugründung brachte auch durch einen größeren Hochofen ein rentables Unternehmen hervor, das 1890 den Höhepunkt der Produktionsmenge erreichte. Der Druck durch billigeres Importeisen und die Spätwirkungen der Panik von 1893 führten dazu, dass das Unternehmen seine Hochöfen 1894 schließen musste. Ein Rohrgießerei wurde noch bis 1928 betrieben. Das Unternehmen existierte als Landverwaltungsunternehmen bis zu Beginn der 1960er Jahre.

## Anfänge
Die 1862 erfolgte Entdeckung von Eisenerz in der Nähe der Siedlung Oswego in den Bergen südlich von Portland wird Morton M. McCarver zugeschrieben, der Sprecher der Provisional Legislature of Oregon war. Bei McCarvers Brauneisenerz wurde ein Metallgehalt von 56–75 % festgestellt, was es zu einem vorzüglichen Erz machte. Außerdem lag das Erz nahe der Oberfläche und die Menge wurde auf 60.000 Amerikanische Tonnen (rund 54.000 metrische Tonnen) geschätzt. Da die Lagerstätte auch von ausgedehnten Wäldern umgeben war, die zur Produktion von Holzkohle zur Befeuerung von Schmelzöfen dienen konnten und Wasserkraft verfügbar war, erkannte man das Potential einer erfolgreichen Bergbauunternehmung.
Eine Gruppe von Finanzleuten, darunter die früheren Bürgermeister Portlands, William S. Ladd und Henry Failing sowie die Gründer der Portland Gas Light Company Herman C. Leonard und John Green gründeten 1865 das eisenerzeugende Unternehmen, dem sie den Namen Oregon Iron Company gaben. Ladd, der als Präsident des Unternehmens tätig wurde und die anderen hofften, aus Oswego das „Pittsburgh des Westens“ zu machen. Sie glaubten, dass das örtliche Vorkommen von Eisen auch für ihre anderen Unternehmungen förderlich sein würde, darunter der Oregon Central Railroad und der Oregon Steam Navigation Company.

## Bau

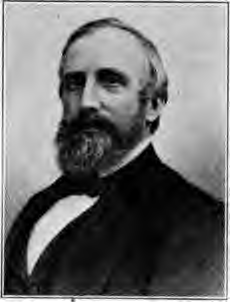
William S. Ladd führte die Investorengruppe, die 1865 das Unternehmen gründete.

Um den Bau des mit Holzkohle befeuerten Hochofens zu überwachen, engagierte das Unternehmen George Wilbur, der den Lime Rock Furnace in Lime Rock, Connecticut gebaut hatte. Der Ofen wurde von dem britischen Steinmetz Richard Martin gebaut und 1867 fertiggestellt. Zwischenzeitlich war auch ein Staudamm am Sucker Creek entstanden, um Wasserkraft zu erzeugen und Wälder wurden gefällt, um in Holzkohle zur Befeuerung des Ofens verarbeitet zu werden. Kalkstein, der bei der Verhüttung zum Entfernen von Unreinheiten diente, wurde auf den San Juan Islands im Washington Territory gebrochen und mit dem Schiff zu den Verladeanlagen des Unternehmens am Willamette River transportiert.
Am 24. August 1867 wurde die Oregon Iron Company das erste Unternehmen in den Vereinigten Staaten, das westlich der Rocky Mountains Roheisen goss. Das erste Roheisen erhielt J. C. Trullinger, dem das Land gehörte, auf dem sich Oswego befand. Zwischen 1867 und 1869 erzeugte das Unternehmen fast 2400 Amerikanische Tonnen (rund 2200 metrische Tonnen) Eisen.
Ladds Gruppe fand schon bald heraus, dass ihr Sachverständnis aus anderen Bereichen ihrer wirtschaftlichen Aktivitäten sich nicht auf die Eisenproduktion anwenden ließ. Das Fehlen von Erfahrung in der Branche, sowie ein Streit über die Wasserrechte führte dazu, dass das Unternehmen 1869 schließen musste. Ein Wiederaufleben zwischen 1874 und 1876, als das Unternehmen einen Auftrag der Central Pacific Railroad zur Lieferung von Rädern hatte, war kurzlebig; 1878 schloss das Unternehmen endgültig, und das Vermögen wurde durch den Sheriff versteigert.

## Oswego Iron Company
Die Käufer wurden von Ernest Crichton und L. B. Seeley angeführt, die als Manager in Ohios Hanging-Rock-Region Erfahrungen in der Eisenverarbeitung gesammelt hatten.iron region. Unter dem neuen Namen Oswego Iron Company erreichte das Unternehmen eine Reihe von Verbesserungen, darunter den Ankauf des Stadtgebietes mit ausgedehnten Wäldern darum, die Beilegung des Probleme mit den Wasserrechten, die Erneuerung des Schmelzofens, die Eröffnung mehrerer neuer Bergwerke und den Bau einer Schmalspurbahn, um das Eisenerz herbeizuschaffen. Zwischen 1877 und 1881 produzierte die Oswego Iron Company 18.500 Amerikanische Tonnen Eisen (rund 16.800 metrische Tonnen).
Allerdings hatte auch dieses Unternehmen große Schulden und als der Marktpreis für Eisen niedrig blieb, wurde das Unternehmen 1880 an eine andere Gruppe von Investoren aus Portland unter Führung von Simeon Gannett Reed und dem Eisenbahnmogul Henry Villard verkauft.

## Oregon Iron and Steel Company

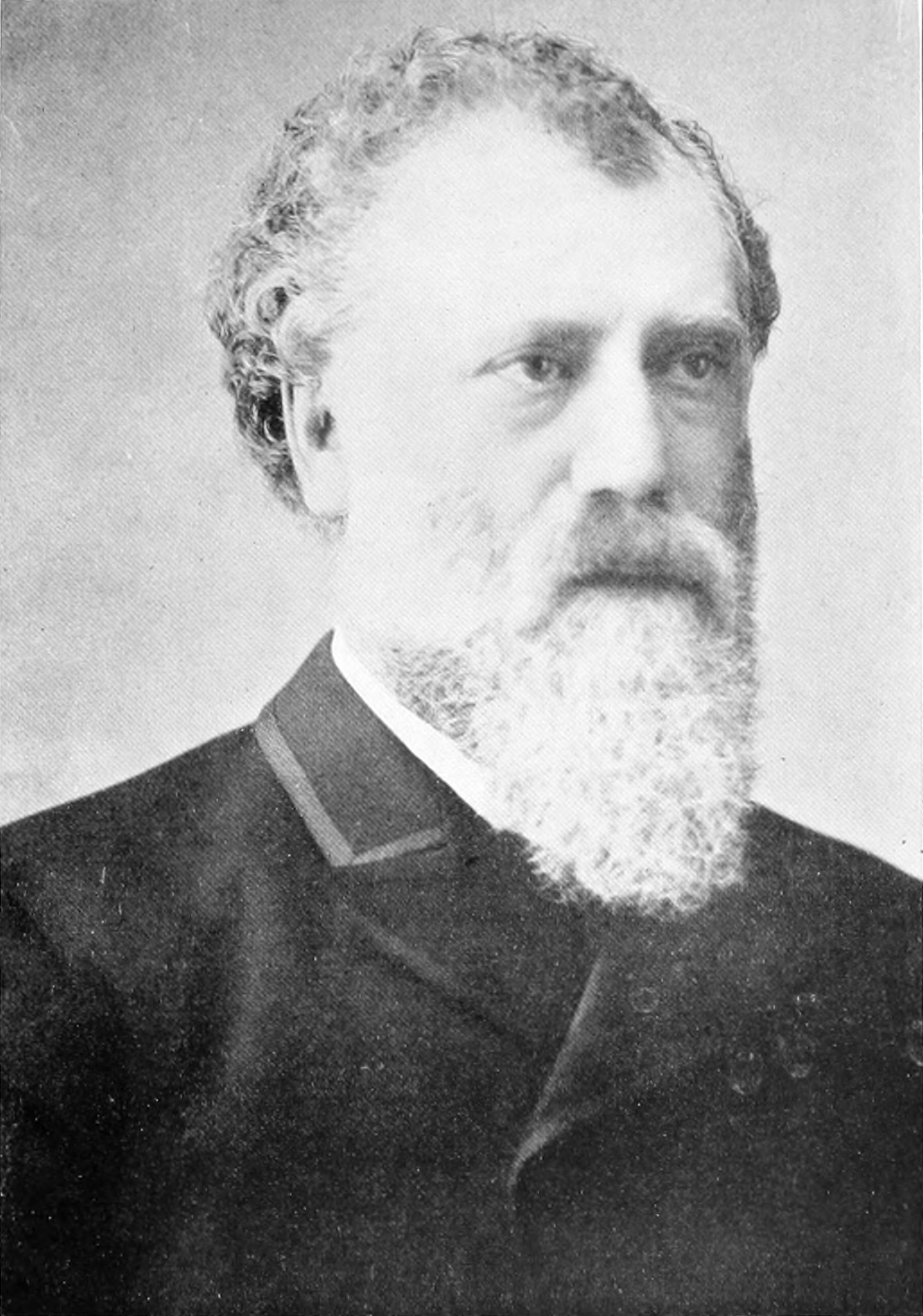
Simeon G. Reed wurde 1882 Präsident der Oregon Iron & Steel Company

Das Unternehmen wurde 1882 als Oregon Iron and Steel Company mit Reed als Präsident und William M. Ladd, dem Sohn des Gründers der Oregon Iron Company William S. Ladd, als Vizepräsident neugegründet. Reed lieh sich Geld von Villard und ließ einen neuen Hochofen nördlich des ursprünglichen errichten, dessen Kapazität das fünffache des ursprünglichen Hochofens betrug. Das neue Eisenwerk wurde 1888 eröffnet und die Produktion boomte. Das Unternehmen beschäftigte dreihundert Arbeitnehmer, und die Bevölkerung Oswegos stieg, da auch Hotels, Kirchen, Saloons und ein Opernhaus erbaut wurden. Eine Eisenbahnstrecke nach Portland wurde 1886 fertiggestellt und machte Oswego leichter erreichbar.
Das Unternehmen erreichte seine größte Produktionsmenge 1890, als 12.305 Amerikanische Tonnen (rund 11.160 metrische Tonnen) Eisen gegossen wurden. Allerdings wurde die Hälfte der Ressourcen des Unternehmens benötigt, um die zur Produktion benötigte Holzkohle zu gewinnen. Die Verfügbarkeit von billigerem mit Koks erzeugten Import-Eisen, der allgemeine Rückgang der Nachfrage nach Eisen durch die Verlangsamung beim Ausbau der Eisenbahnen und die wirtschaftlichen Auswirkungen der Panik von 1893 führten beschleunigt zur Schließung des Schmelzofens im Jahr 1894. Das Unternehmen betrieb noch bis 1928 an der Stelle eine Rohrgießerei.

## Landerschließung
Trotz des Wegfalls seiner Produktion bestand das Unternehmen weiter und besaß tausende von Hektar Land, die erschlossen werden konnten. William M. Ladd, der Reed als Präsident der Oregon Iron and Steel und seinen Vater als Präsident der Ladd & Tilton Bank, gründete die Ladd Estate Company, um diese Immobilien zu verwalten und zu verwerten. Unter dieser neuen Immobilienunternehmung wurde die heruntergekommene Werksiedlung in einen Nobelvorort mit Country Club, Golfplatz und Polofeld verwandelt, und es gelang, den schlecht klingenden Namen des Sees von Sucker Lake in Oswego Lake zu ändern.
Das Unternehmen bestand als Hülle noch bis 1960, als das Kraftwerk und die Staudämme an die Anteilinhaber überschrieben wurden.

## Reste der Infrastruktur

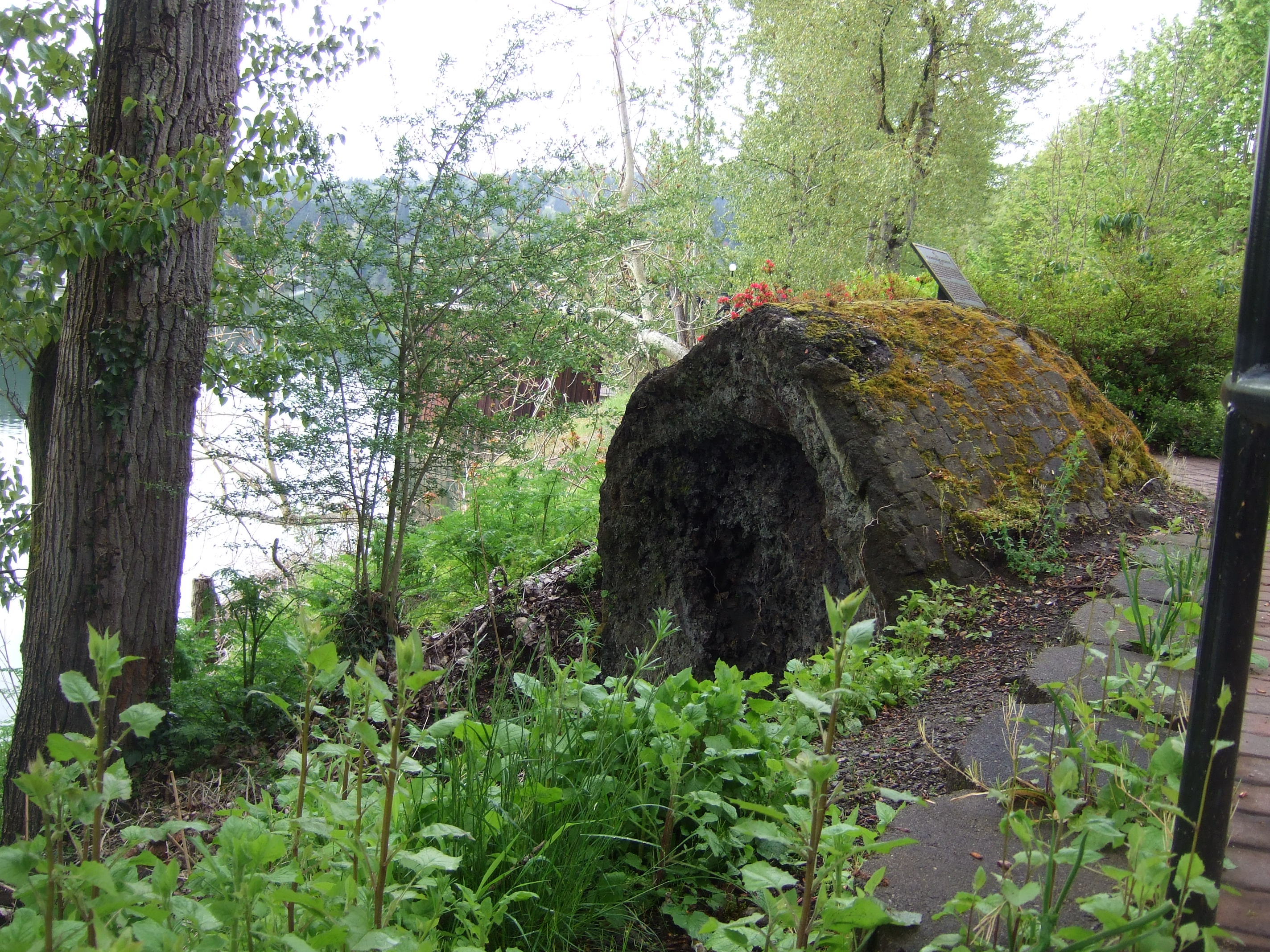
Reste des Tiegels des zweiten Schmelzofens in Lake Oswegos Roehr Park am Ufer des Willamette Rivers

Der ursprüngliche Hochofen steht noch in Lake Oswegos George Rogers Park am Willamette River. Er wurde 1974 dem National Register of Historic Places hinzugefügt und Pläne zur Erhaltung und Restaurierung für die Besichtigung durch die Öffentlichkeit werden derzeit umgesetzt.
Eines der beiden ersten erzeugten Roheisenstücke von 1867 wird von der Oregon Historical Society ausgestellt, das zweite ist noch an seiner Stelle als Straßenmarkierung an der nordwestlichen Ecke von Ladd und Durham Street in Lake Oswego.
Der Tiegel des zweiten Ofens, der 1926 abgebaut und zur Verschrottung verkauft wurde, ist noch intakt und befindet sich im Lake Oswegos Roehr Park.